# 沙鳢两极虫
沙鳢两极虫（学名：Myxidium odontobutis）为两极科两极虫属的动物。在中国，分布于浙江等，营寄生生活，寄生在沙塘鳢的膀胱、后肠。